# Krośnice (województwo mazowieckie)
Krośnice – wieś sołecka w Polsce położona w województwie mazowieckim, w powiecie mławskim, w gminie Stupsk. Przez wieś przepływa rzeka Łydynia.
W latach 1975–1998 miejscowość administracyjnie należała do województwa ciechanowskiego.
We wsi znajduje się przystanek kolejowy Krośnice Mazowieckie.